# Micropeplinae
Micropeplinae (лат.) — подсемейство мелких (около 1—3 мм) жуков-стафилинид. Отличаются надкрыльями с продольными рёбрами. Усики 9-члениковые с крупным шаровидной формы последним сегментом. Лапки из 3 члеников. В Московской области представлены 5 видами. Формула щупиков 4,3. Обитают в подстилочном влажном слое лесов, по краям водоёмов, гнёздах млекопитающих. Питаются спорами и гифами плесневых грибов.  

## Палеонтология
Древнейшие представители подсемейства в ископаемом состоянии найдены в бирманском янтаре. Всего известно шесть ископаемых видов, относящихся к Micropeplinae. 

## Систематика
Около 80 видов. Неарктика, Палеарктика, Неотропика, Афротропика, Ориентальная область. 4 ископаемых вида, в том числе три плиценовых: M. hoogendorni Matthews и M. hopkinsi Matthews из Lava Camp Mine, Аляска, США (Matthews 1970), и M. macrofulvus Gersdorf из Willershausen, Германия (Gersdorf 1976).
Согласно Лоуренсу и Ньютону (Lawrence, Newton, 1995), входит в состав Omaliine-группы семейства Staphylinidae: Glypholomatinae, Microsilphinae, Omaliinae, Empelinae, Proteininae, Micropeplinae, Neophoninae, Dasycerinae, Protopselaphinae, Pselaphinae, Scydmaeninae.
- Arrhenopeplus Koch, 1937
- Cerapeplus Löbl & Burckhardt, 1988 — Таиланд[7] Китай[8]
- Kalissus Leconte, 1874 — Северная Америка
  - Kalissus nitidus
- Micropeplus
- Peplomicrus Bernhauer, 1928
- †Protopeplus Cai & Huang, 2014[9]
- Pseudokalissus Ryabukhin, 1990 — Приморский край[10]